# Lewes Lake
Der Lewes Lake ist ein 1,31 km² großer See 22 km nördlich der Gemeinde Carcross im Süden des kanadischen Territoriums Yukon. Der See befindet sich in den Stammesgebieten der Carcross/Tagish First Nation und der Kwanlin Dun First Nation.

## Lage
Der Lewes Lake hat eine Längsausdehnung von 2,7 km sowie eine Breite von 600 m. Er befindet sich auf einer Höhe von 728 m. Er ist bis zu 40 m tief und weist eine mittlere Wassertiefe von 17 m auf. Der Lewes Creek mündet in das südliche Seeufer. Dort befindet sich auch ein Abfluss zum weiter westlich verlaufenden Watson River. Der südliche Abschnitt des Klondike Highway (Carcross–Whitehorse) führt östlich am See vorbei. Am See gibt es mehrere provisorische Campingplätze. Eine Bootsrampe ist nicht vorhanden.

## Seefauna
Im Lewes Lake wurde im Jahr 2010 eine Untersuchung durchgeführt. Dabei wurde ein dichter Bestand an kleinwüchsigen Amerikanischen Seesaiblingen festgestellt. Die Heringsmaräne kommt nicht im See vor. Dagegen wurde im See die Arktische Äsche und Prosopium cylindraceum (round whitefish) angetroffen.